# العرسمة (دوعن)
'

تعديل مصدري - تعديل

العرسمة هي إحدى قرى عزلة صيف بمديرية دوعن التابعة لمحافظة حضرموت، بلغ تعداد سكانها 1102 نسمة حسب تعداد اليمن لعام 2004.